# Kukorica-golyvásüszög
Kukorica-golyvásüszög az Ustilago maydis kórokozó gomba által okozott növényi betegség, amely a kukoricán és a Zea növénynemzetség tagjain fertőzést okoz. A gomba a kukoricafajok minden föld feletti részén üszögöt képez. A gomba ehető, Mexikóban huitlacoche csemege néven ismerik, amelyet általában töltelékként, quesadillába és más tortilla alapú ételekbe, valamint levesekbe téve fogyasztanak.

## Etimológia
Mexikóban a kukorica-golyvásüszögöt huitlacoche néven ismerik (Spanyol kiejtés: [(ɡ)witɬaˈkotʃe], néha cuitlacoche-nak írják). Ez a szó Mexikóban a klasszikus Nahuatlból került be spanyolul, bár a nahuatl szavak, amelyekből a huitlacoche származik, vita tárgyát képezik. A modern nahuatlban a huitlacoche szó cuitlacochin (Nahuatl kiejtés: [kʷit͡ɬɑˈkot͡ʃin]), és egyes források szerint a cuitlacochi a klasszikus forma.
Egyes források az etimológiát tévesen a nahuatl cuitlatl szavakból származtatják [ˈkʷit͡ɬɑt͡ɬ] ("ürülék" vagy "hátsó vég", valójában "kiszáradás") és cochtli [ˈkot͡ʃt͡ɬi] ("alszik", cochi "alvásba"), így az "alvó/hibernált ürülék" kombinált félreértelmezését adja, de valójában "alvó ürüléket" jelent, utalva arra a tényre, hogy a gomba benő a kukoricaszemek közé és gátolja azok fejlődését, így "alvó" marad.
A források egy másik csoportja szerint a szó jelentése "holló ürüléke". Úgy tűnik, ezek a források a  cuitlacoche szót, aminek jelentése "gezerigó" a cuitla szóval kombinálják, ami "ürüléket" jelent, de valójában "kiürülést". A cuitlacoche madár jelentése azonban a nahuatl "dal" cuīcatl szóból ered . [ˈkʷiːkɑt͡ɬ], maga az "énekelni" cuīca igéből [ˈkʷiːkɑ] . Ez a gyökér ütközik a rekonstrukció második állításával, miszerint a cuitla-szegmens a cuitla-ból ("ürülék") származik.
Az egyik forrás a „kukorica kiszáradás” jelentését a cuītla és a „kukorica” tlaōlli szavakból eredezteti. [t͡ɬɑˈoːlːi] . Ehhez a tlaole "kukorica" nyelvileg valószínűtlen tlacoche evolúciójára van szükség.

## Taxonómia
Az U. maydis az Ustilaginomycetes, a bazídiumos gombák egy alosztálya közül a legjobban ismert és tanulmányozott faj, ezért gyakran használják példa fajként, amikor egész osztályáról beszélünk.

## Jellemzők
A gomba a gazdanövény minden részét megfertőzi azáltal, hogy behatol a gazdanövény petefészkébe. A fertőzés következtében a kukoricaszemek daganatszerű üszögökké duzzadnak, amelyek szövetei, szerkezete és fejlődési mintája gombaszerű. Az üszögök átmérője 4-5 hüvelyk. Ezek az üszögök a fertőzött növény hipertrófiás sejtjeiből, a keletkező gombaszálakkal és kékesfekete spóráiból állnak. Ezek a sötét színű spórák égett, megperzselt megjelenést kölcsönöznek a növény csutkájának; innen ered az Ustilago generikus név, a latin ustilare (égetni) szóból.

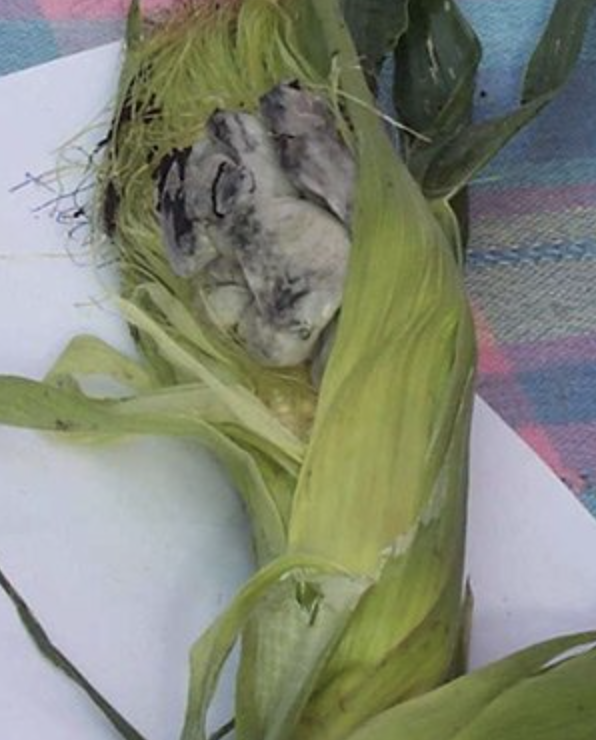
Ez a kukorica példány Ustilago maydis-szal fertőzött.

## Biológia

### Életciklus
Laboratóriumban, nagyon egyszerű táptalajon termesztve úgy viselkedik, mint a sütőélesztő, és egyedi sejteket, úgynevezett sporidiumokat képez. Ezek a sejtek azáltal szaporodnak, hogy a leánysejteket kivájják. Amikor két kompatibilis sporidia találkozik a növény felületén, akkor átváltanak egy másik növekedési módra. Először is termelnek egy vagy másik feromont, és elkezdik termelni az egyik vagy másik típusú feromonreceptort – ez az a vagy b párosodási típustól függ, amint azt két nem kapcsolt párosodási lokusz alléljai határozzák meg. Ha ez a jelzés sikeres, akkor konjugációs csöveket küldenek, hogy megtalálják egymást, ezután összeolvadnak és hifát alkotnak, hogy belépjenek a kukoricanövénybe. A növényben növő hifák dikarióták; két haploid magjuk van hifális rekeszenként. A sporidiumokkal ellentétben az U. maydis dikarióta fázisa a növekedéshez és differenciálódáshoz a növény fertőzését igényli, és nem tartható fenn laboratóriumban.

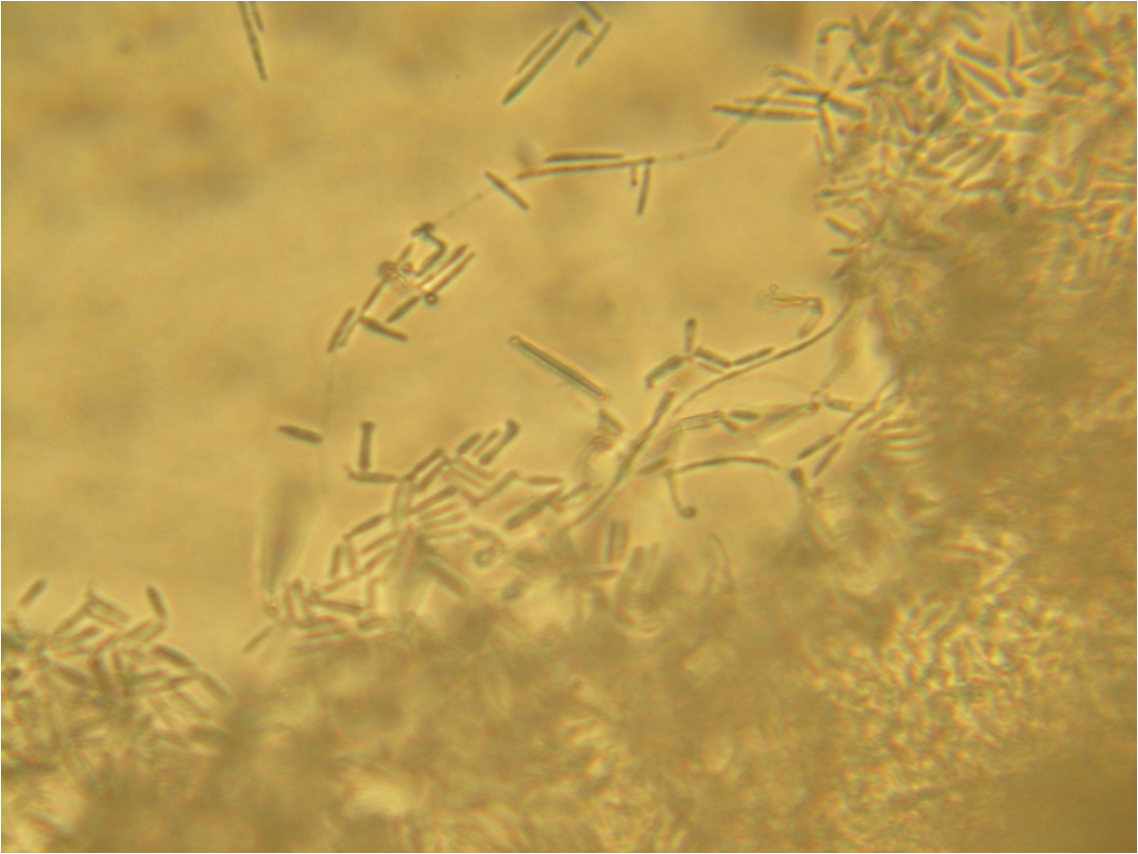
Ustilago maydis haploid spórák

A gomba növényen belüli elszaporodása olyan betegségekhez vezet, mint a klorózis, az antocianin képződés, a növekedés lelassulása és a fejlődő teliospórákat tartalmazó üszögök megjelenése. Ezek a teliospórák segítenek áttelelni a kórokozót a következő szezonban. Túlélnek a talajban.
Az érett üszögök spórákat szabadítanak fel, amelyeket eső és szél, majd szétszórnak. Megfelelő körülmények között metabasidium képződik, amelyben meiózis lép fel. Az eredményül kapott haploid magok megnyúlt egysejtekbe vándorolnak. Ezek a sejtek leválnak a metabasidiumról, és sporidiumokká válnak, így teljes az életciklus.

### Gazda/kórokozó konfliktus
A növények hatékony védekezési rendszereket fejlesztettek ki a patogén mikrobák ellen.
A kórokozók támadása utáni gyors növényvédelmi reakció az oxidatív robbanás, amely reaktív oxigénfajok termelődésével jár a megkísérelt invázió helyén. Mint kórokozó, az U. maydis egy ilyen oxidatív kitörésre oxidatív stresszválasszal reagálhat, amelyet a YAP1 gén szabályoz.
Ez a válasz megvédi az U. maydis -t a gazdaszervezet támadásával szemben, és szükséges a kórokozó virulenciájához. Ezenkívül az U. maydis jól bevált rekombinációs DNS-javító rendszerrel rendelkezik. Ez a javító rendszer magában foglalja a Rad51 homológját, amely nagyon hasonló szekvenciával és mérettel rendelkezik, mint emlős megfelelői.
Ez a rendszer egy fehérjét is tartalmaz, a Rec2-t, amely távolabbi rokonságban áll a Rad51-gyel, és a Brh2 fehérjét, amely az emlős mellrák 2 (BRCA2) fehérje áramvonalas változata. Ha ezen fehérjék bármelyike inaktiválódik, az U. maydis érzékenysége megnő a DNS-károsító ágensekkel szemben.
A mitotikus rekombináció is hiányossá válik, a mutációk gyakorisága nő, és a meiózis nem fejeződik be. Ezek a megfigyelések arra utalnak, hogy az U. maydisben a mitózis és a meiózis során bekövetkező rekombinációs javítás segítheti a kórokozót abban, hogy túlélje a gazdaszervezet fertőzésre adott oxidatív védekező válaszából, valamint más DNS-károsító ágensekből eredő DNS-károsodást.

### Proteóma
Az U. maydisról ismert, hogy négy Gα fehérjét, valamint egy-egy Gβ- és Gγ -fehérjét termel.

## Kezelése
Számos módja van a kukorica-golyvásüszög elleni védekezésnek és kezelésnek; azonban a kukorica-golyvásüszögöt jelenleg semmilyen közönséges gombaölő szerrel nem lehet visszaszorítani, mivel az Ustilago maydis az egyes kukoricaszemeket fertőzi meg, ahelyett, hogy az egész csutkát fertőzné meg, mint a kukoricafej-üszög.
A kukorica-golyvásüszög visszaszorításának néhány előnyös módja a rezisztens kukoricanövények, a vetésforgó és a növény mechanikai sérülésének elkerülése. A mechanikai sérülés következtében a kukorica könnyen hozzáférhetővé válik az Ustilago maydis számára, ami fokozza a fertőzést.
Ezenkívül az ültetési terület törmeléktől való megtisztítása segíthet a kukorica-golyvásüszög elleni védekezésben, mivel a kukorica-golyvásüszög teliospórái a törmelékben telelnek át. Ez azonban nem a legjobb gyakorlat, mert a kukorica-golyvásüszög a talajban is áttelelhet; vetésforgó javasolt. Végül, mivel a talajban lévő nitrogéntöbblet növeli a fertőzési arányt, az alacsony nitrogéntartalmú műtrágyák használata, vagy éppen a talaj nitrogéntartalmának korlátozása a kukorica-golyvásüszög elleni védekezés másik módja.

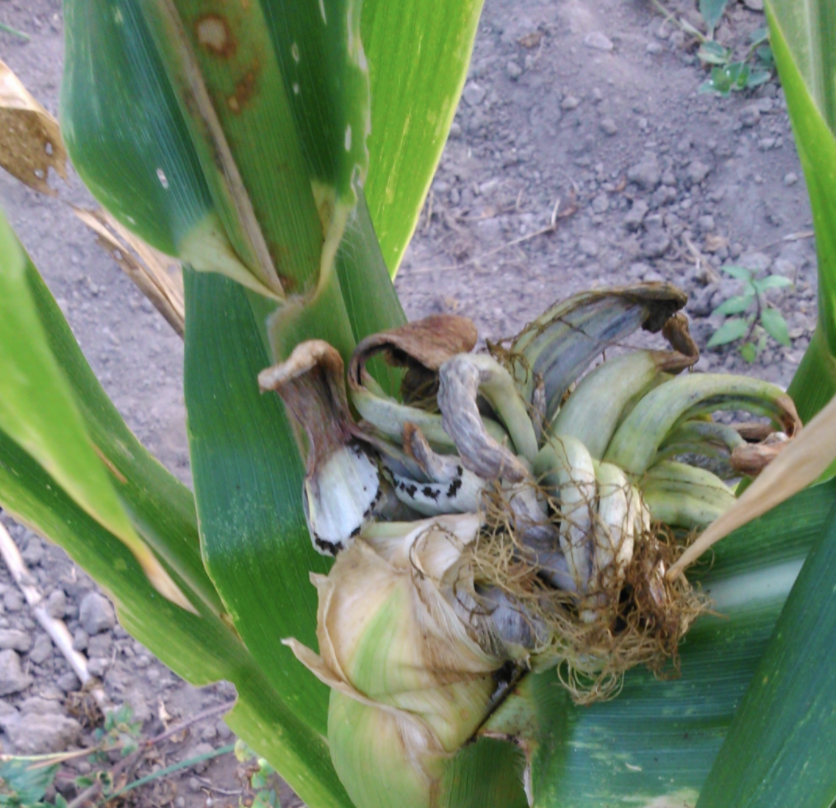
Ustilago maydis-szal fertőzött kukoricaszemek

## Környezet
Bár nem ismert minden olyan körülmény, amely elősegíti az Ustilago maydis növekedését, vannak olyan környezetek, ahol úgy tűnik, hogy a kukorica-golyvásüszög megél, mind az abiotikus, mind a biotikus tényezőktől függően.
Úgy tűnik, hogy a beporzás alatti meleg és száraz időjárás, amelyet erős esős évszak követ, segíti a kukorica-golyvásüszög patogenitását. Továbbá a talajban lévő trágyafelesleg (és így nitrogén) is növeli a patogenitást. Ezek az abiotikus tényezők nemcsak a fertőzőképességet növelik, hanem a betegségek terjedését is.
A nagy szél és a heves esőzés szintén fokozza a betegségek terjedését, mivel a kukorica-golyvásüszög spórái könnyebben átterjedhetnek. Más biotikus tényezők nagyrészt azzal kapcsolatosak, hogy az emberek milyen mértékben lépnek kapcsolatba a kukoricával és a kukoricaszemekkel. Ha a kukoricatörmeléket nem takarítják ki a szezon végén, a spórák áttelelhetnek a kukoricadarabokban, és tovább élhetnek, hogy megfertőzzenek egy másik generációt. Végül, ha az emberek (ollóval vagy más hasonló eszközökkel) megsebesítik a kukoricát, lehetővé teszik, hogy a kukorica-golyvásüszög könnyen bekerüljön a növénybe.

## Felhasználás

### Modell organizmus
Az U. maydis élesztőszerű növekedése vonzó modellszervezetté teszi a kutatás számára, bár relevanciája a természetben nem ismert. A gomba kiválóan alkalmas genetikai módosításra. Ez lehetővé teszi a kutatók számára, hogy viszonylag könnyen tanulmányozzák a gomba és gazdája közötti kölcsönhatást. A teljes genom elérhetősége ennek a gombának mint modellszervezet másik előnye.
Az U. maydis-t nemcsak növénybetegségek, hanem növénygenetika tanulmányozására is használják. 1996-ban egy U. maydis genetikai vizsgálata a szintézisfüggő szál-annealing felfedezéséhez vezetett, amely a DNS-javításban használt homológ rekombináció módszere.
A gombával végzett más vizsgálatok szintén a citoszkeleton szerepét vizsgálták a polarizált növekedésben. Nagyrészt az U. maydis-szel végzett munkának köszönhető, hogy a BRCA2 mellrák-gén funkciója ma már ismert. A gombát többnyire modellszervezetként tanulmányozzák a gazda patogén kölcsönhatására és az effektor fehérjék szállítására.

### Ipari biotechnológia
Az Ustilago maydis értékes vegyszerek széles skáláját képes előállítani, mint például az usztilagsav, az itakonsav, az almasav és a hidroxi-parakonsav. Ezzel a képességgel egyre nagyobb jelentőséget kap az ipari alkalmazásokban.

### Kulináris felhasználása
A kukorica-golyvásüszög a kukorica növényen táplálkozik és csökkenti a termést . A kukorica-golyvásüszöggel fertőzött növényeket gyakran megsemmisítik, bár egyes gazdálkodók silókészítésre használják őket. A kukorica-golyvásüszög azonban továbbra is ehető, Mexikóban pedig csemegeként tartják számon, ahol huitlacoche néven ismert, ahol tartósítják, és lényegesen magasabb áron árusítják, mint a nem fertőzött kukoricát. A kukorica-golyvásüszög fogyasztása közvetlenül az azték konyhából származik. Gasztronómiai használatra az üszögöket még éretlen állapotban gyűjtik be — a teljesen kifejlett üszögök szárazak és szinte teljesen spórákkal teliek. Az éretlen üszögök, amelyeket a kukorica fertőzése után két-három héttel szedtek össze, még megtartják a nedvességet, és főzéskor gombaszerű, édes, sós, fás és földes, vagy füstös ízűek. Az ízvegyületek közé tartozik a szotolon és a vanillin, valamint a glükóz cukor.
A Huitlacoche a lizin esszenciális aminosav forrása, amelyre a szervezetnek szüksége van, de nem tudja előállítani. Ezenkívül a legtöbb ehető gombához hasonló béta-glükán szinteket tartalmaz, és fehérjetartalma megegyezik vagy magasabb, mint a legtöbb ehető gomba.
A gomba nehezen tudott bekerülni az amerikai és európai étrendbe, mivel a legtöbb gazdálkodó fertőző betegségnek tekinti, annak ellenére, hogy a kormány és a magas rangú szakácsok megpróbálták bevezetni. Az 1990-es évek közepén, a csúcskategóriás éttermek által generált kereslet miatt, az Egyesült Államok Mezőgazdasági Minisztériuma (USDA) engedélyezte a pennsylvaniai és floridai farmoknak, hogy szándékosan megfertőzzék a kukoricát huitlacoche-val. A legtöbb megfigyelő úgy véli, hogy a programnak csekély hatása volt, bár a kezdeményezés még folyamatban van. A felületes érdeklődés azért jelentős, mert az USDA jelentős mennyiségű időt és pénzt költött arra, hogy felszámolja a kukorica-golyvásüszög jelenlétét az Egyesült Államokban.
Ezenkívül 1989-ben a James Beard Alapítvány nagy horderejű huitlacoche rendezvényt tartott, amelyet Josefina Howard, a Rosa Mexicano étterem séfje készített. Ez a rendezvény a mexikói szarvasgomba névre keresztelve próbálta rávenni az amerikaiakat, hogy többet egyenek belőle, és gyakran hasonlítják össze a szarvasgombával az élelmiszeripari cikkekben, amelyek leírják ízét és állagát.
Az amerikai délnyugati őslakosok, köztük a zuni nép, kukorica-golyvásüszögöt használtak a szülés előidézésére. Hasonló gyógyhatású, mint az anyarozs, de gyengébb az usztilagin vegyszer jelenléte miatt.

#### Mexikói receptek
Egyszerű mexikói stílusú succotash készíthető chorizóból, hagymából, fokhagymából, serrano paprikából, huitlacoche-ból és garnélarákból salsa taquerával. A huitlacoche enyhe, földes ízei szépen keverednek a chorizo zsírjaival, és összetartoznak, hogy tompítsák a paprika és a salsa hőjét.

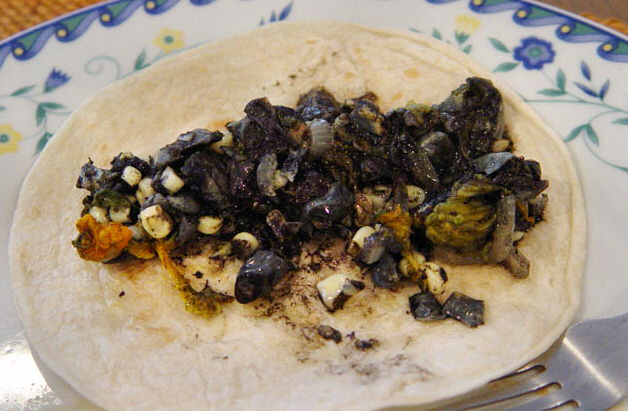
Huitlacoche kukorica taco
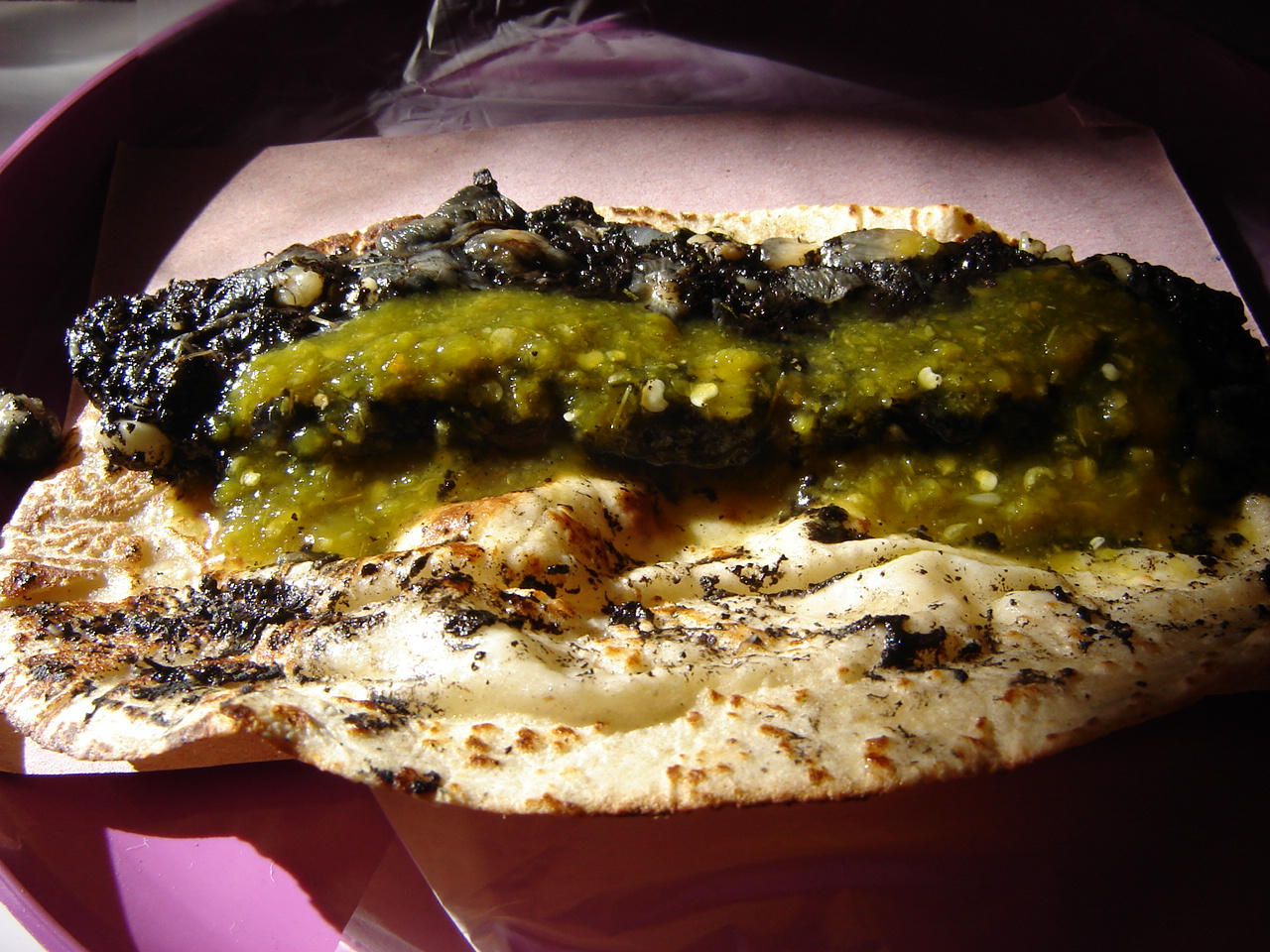
Quesadilla de huitlacoche, amit gyakran szolgálnak fel Mexikó középső részén
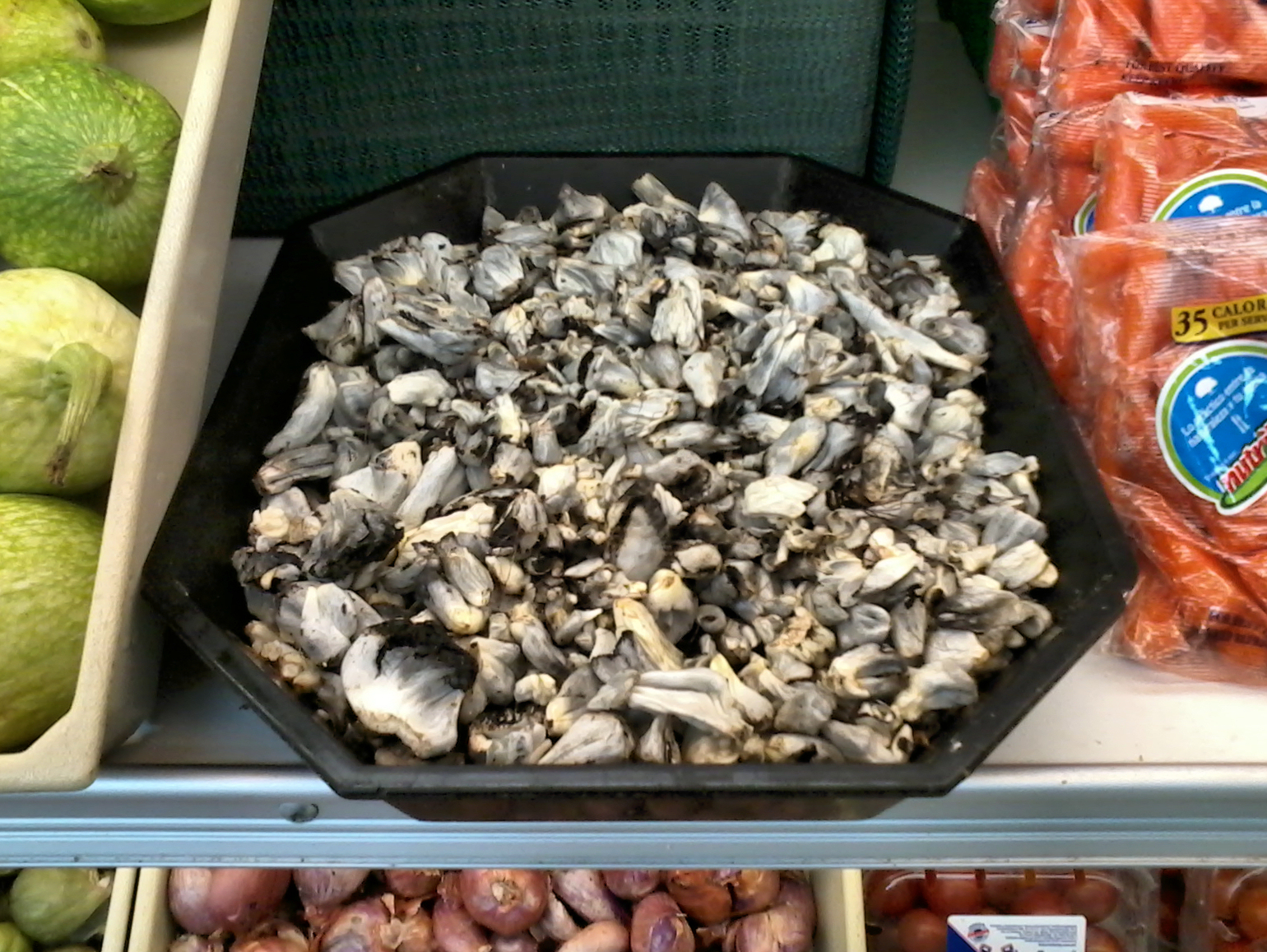
Huitlacoche eladó egy mexikói Soriana bolt termékosztályán

A maják másik kedvence a Riviéra Mayán (Cancuntól Tulumig), hogy huitlacoche-t adnak az omlettekhez. Földes ízei ismét összekapcsolódnak a tojást főző zsírokkal, hogy az ízeket szarvasgomba-szerű ízűvé varázsolják.
A Huitlacoche a quesadillákban is népszerű mexikói sajttal, pirított hagymával és paradicsommal.
A kékes szín csak hő hatására alakul át felismerhető feketévé. Minden huitlacoche-val készült ételnek tartalmaznia kell a gomba lassú párolását, amíg megfeketedik, ami a kukoricakeményítő nagy részét is eltávolítja, és ami marad, az egy fekete olajos paszta.

#### Elérhetőség
Mexikóban a huitlacoche-t többnyire frissen fogyasztják, és országszerte éttermekben, utcai vagy termelői piacokon lehet megvásárolni, és jóval kisebb mértékben konzervként is beszerezhető egyes piacokon és az interneten keresztül. A vidéki gazdák szándékosan szórják szét a spórákat, hogy több gombát hozzanak létre. Az ország egyes részein "hongo de maiz"-nak, azaz "kukoricagombának" nevezik a gombát.

## Tápérték
Amikor a kukorica-golyvásüszög a kukoricacsutkán nő, az megváltoztatja az általa érintett kukorica tápértékét. A kukorica-golyvásüszög sokkal több fehérjét tartalmaz, mint a hagyományos kukorica. A lizin aminosav, amelyből a kukorica nagyon keveset tartalmaz, bővelkedik a kukorica-golyvásüszöggel fertőzött kukoricában.

## Fordítás
Ez a szócikk részben vagy egészben  a   Corn smut című angol Wikipédia-szócikk ezen változatának fordításán alapul.  Az eredeti cikk szerkesztőit annak laptörténete sorolja fel. Ez a jelzés csupán a megfogalmazás eredetét és a szerzői jogokat jelzi, nem szolgál a cikkben szereplő információk forrásmegjelöléseként.